# José Luis Cuerda
Cuerda  Martínez est un nom espagnol. Le premier nom de famille, en général paternel, est Cuerda ; le second, en général maternel, souvent omis, est Martínez.
José Luis Cuerda Martínez, né le 18 février 1947 à Albacete et mort le 4 février 2020 à Madrid, est un réalisateur, scénariste, acteur et producteur de cinéma espagnol.

## Biographie
José Luis Cuerda est né en 1947. Il voulut d'abord être prêtre, y renonça et fit des études de droit avant de se faire embaucher comme technicien en 1969 à la télévision espagnole. Durant les années 1970, il travaille essentiellement pour la télévision, réalisant une multitude de documentaires, écrivant de nombreux scénarios.
En 1982, il réalise son premier long-métrage pour le cinéma Pares y nones. Les films La Forêt animée (El bosque animado) en 1987 qui remporte cinq Goya, et Amanece, que no es poco (L'aube, c'est pas trop tôt) en 1989 consacrent le talent et l'humour de José Luis Cuerda. Ces films sont alors servis par de grands acteur tels Fernando Rey ou Alfredo Landa. Amanece, que no es poco devient avec le temps un film-culte.
La viuda del capitan estrada (La veuve du capitaine Estrada) en 1991 marque un tournant dans sa carrière. Il commence en effet à développer des sujets plus profonds, à dimension historique et sociale. À l'instar de la société espagnole en butte avec son passé, José Luis Cuerda se penche inévitablement sur la Guerre civile espagnole et réalise en 1999 La Lengua de las mariposas (La langue des papillons), une adaptation du livre de Manuel Rivas Que me quieres amor.
Cuerda connaît aussi de très beaux succès en tant que producteur. Il découvre et aide notamment un jeune talent en la personne d'Alejandro Amenábar. Ce dernier réalise son premier coup d'éclat à 23 ans avec Tesis en 1996. Viendront ensuite Ouvre les yeux en 1997 et Les Autres) en 2001.
En 2004, il participe au film collectif et militant  Hay motivo. Il y réalise un épisode, « Por el mar corre la liebre... », qui présente un bilan à charge des 8 ans de la présidence de José María Aznar à partir des déclarations de ce dernier lors du débat télévisé qui l'opposait à Felipe González en 1993, soit dix ans auparavant.
En 2008, José Luis Cuerda puise à nouveau son inspiration dans un livre à succès Los girasoles ciegos d'Alberto Méndez. Le livre a de nouveau pour thème la guerre d'Espagne.
José Luis Cuerda meurt le 4 février 2020 à Madrid.

## Filmographie

### Comme réalisateur
- 1977 : El túnel (TV)
- 1977 : Mala racha (TV)
- 1979 : Escrito en América (série TV)
- 1982 : Pares y nones (ca)
- 1985 : Total (es) (TV)
- 1987 : La Forêt animée (El bosque animado)
- 1989 : L'Aube, c'est pas trop tôt (Amanece, que no es poco)
- 1991 : La viuda del capitán Estrada (ca)
- 1992 : La marrana
- 1993 : Tocando fondo
- 1994 : Makinavaja (série TV)
- 1995 : Así en el cielo como en la tierra
- 1999 : La Langue des papillons (La Lengua de las mariposas)
- 2000 : Primer amor
- 2004 : ¡Hay motivo! (es), segment Por el mar corre la liebre
- 2006 : L'Éducation d'une fée (La educación de las hadas)
- 2008 : Los girasoles ciegos
- 2012 : Todo es silencio (es)
- 2018 : Tiempo después

### Comme scénariste
- 1977 : Mala racha (TV)
- 1982 : Pares y nones
- 1989 : Amanece, que no es poco (L'aube, c'est pas trop tôt)
- 1991 : La Viuda del capitán Estrada
- 1992 : La marrana
- 1993 : Tocando fondo
- 1999 : La Langue des papillons (La Lengua de las mariposas)
- 2000 : Primer amor
- 2006 : La Educación de las hadas

### Comme acteur
- 1980 : El Hombre de moda
- 1981 : Demasiado para Gálvez : El tuno
- 1991 : Le Roi ébahi (El Rey pasmado) : Dominico
- 1992 : La marrana : Impresor
- 1993 : Y creó en el nombre del padre
- 1996 : Tesis : Profesor 1º
- 2006 : La Educación de las hadas : Edil

### Comme producteur
- 1996 : Tesis
- 1997 : Ouvre les yeux (Abre los ojos)
- 1999 : La Langue des papillons (La Lengua de las mariposas)
- 2001 : Les Autres (The Others)

## Publication
- Amanece, que no es poco, Pepitas de calabaza, 2013.

## Distinctions

### Récompense
En 2002, José Luis Cuerda reçoit la Médaille d'or du mérite des beaux-arts par le Ministère de l'Éducation, de la Culture et des Sports.

### Distinctions
Bien que lui-même n'ait pas été récompensé directement, son film La Forêt animée obtient en 1987 cinq prix Goya.